# Cédric Doumbé
Cédric Doumbé (Douala, 30 augustus 1992) is een Kameroens-Frans kickbokser en MMA-vechter. Hij was tweevoudig Glory-kampioen in het weltergewicht. 

## Carrière

### Kickboksen
Doumbé werd geboren in Kameroen en emigreerde op negenjarige leeftijd met zijn gezin naar Frankrijk. Hij begon met kickboksen in zijn latere tienerjaren. Tussen 2015 en 2016 trainde hij bij Mejiro Gym in Amsterdam, waar hij zijn stijl voltooide die oorspronkelijk voortkwam uit full-contact.
In 2015 maakte Doumbé zijn debuut bij organisatie Glory in Lille, toen hij als invaller vocht tegen Yoann Kongolo. Doumbé verloor het gevecht middels een unanieme jurybeslissing. Doumbé's tweede Glory-gevecht in maart 2016 was succesvoller, waarbij hij een unanieme puntenoverwinning tegen Murthel Groenhart behaalde.
In december 2016 stond Doumbé tegenover Nieky Holzken voor de Glory-weltergewichttitel. Doumbé ging als underdog de strijd in en won het gevecht door middel van een verdeelde jurybeslissing. In maart 2017 verdedigde hij zijn titel tegen Yoann Kongolo. Vervolgens verdedigde hij zijn titel in juni 2017 tegen Nieky Holzken in Parijs. Doumbé ging als favoriet het gevecht aan en won de wedstrijd op basis van een verdeelde jurybeslissing.
In augustus 2017 verloor Doumbé van Murthel Groenhart op punten en raakte hij zijn titel kwijt. Twee maanden later won hij van landgenoot Yohan Lidon, maar verloor in maart 2018 nipt van Alim Nabiev. Na een reeks van drie overwinningen kreeg Doumbé in maart 2019 weer een titelgevecht, die destijds in handen was van Harut Grigorian. Doumbé won het gevecht op technische knock-out (TKO), nadat hij Grigorian in de tweede ronde drie keer had neergeslagen.
In zijn volgende titelverdedigingen sloeg hij Alim Nabiev en Karim Ghajji knock-out. Door de Covid-19-pandemie werden  in 2020 veel geplande gevechten uitgesteld, en kwam Doumbé in januari 2021 voor de derde keer tegenover Murthel Groenhart te staan in een titelgevecht. Doumbé won het gevecht middels een KO in de tweede ronde.

### MMA
Op 1 november 2021 maakte Doumbé zijn debuut in het mixed martial arts bij de organisatie Superkombat Universe tegen Arbi Emiev. Hij won het gevecht door middel van een TKO in de eerste ronde.
In maart 2023 werd bekend dat Doumbé een contract had getekend bij organisatie Professional Fighters League (PFL). Hij maakte zijn PFL-debuut in september 2023 tijdens het hoofdgevecht tegen Jordan Zébo in Parijs. Doumbé sloeg zijn tegenstander binnen negen seconden KO.
Doumbé vocht in maart 2024 tegen de eveneens ongeslagen Baissangour Chamsoudinov. Het gevecht eindigde op controversiële wijze in de derde ronde, nadat een stuk glas in Doumbé's grote teen van zijn linkervoet terechtkwam. In plaats van de situatie te beoordelen, stopte scheidsrechter Marc Goddard onmiddellijk het gevecht, resulterend in een TKO-nederlaag voor Doumbé. 
In mei 2024 vocht Doumbé bij de Bellator Champions Series 2 tegen Jaleel Willis en won op TKO in de eerste ronde.